# Club Olimpia
Il Club Olimpia, noto anche come Olimpia Asunción, è una società polisportiva paraguaiana con sede ad Asunción. Deve la propria fama soprattutto alla sezione calcistica.
Promuove la pratica di varie discipline sportive; le sezioni più prestigiose della polisportiva sono quelle del calcio e della pallacanestro. Il club fu costituito il 25 luglio 1902 da vari giovani dello stesso paese guidati dall'olandese William Paats, stabilitosi in Paraguay all'età di 18 anni; egli è considerato il padre del calcio paraguaiano per aver introdotto la pratica di questo sport nel paese e per essere stato tra i fondatori della Federazione calcistica del Paraguay.
È il club più titolato del calcio paraguaiano con i suoi 46 titoli nazionali e il più sostenuto relativamente al numero di tifosi. El Decano o Rey de Copas, come è popolarmente conosciuto, detiene anche il record di sei titoli consecutivi in assoluto nella massima serie calcistica nazionale. L'Olimpia è l'unico club paraguaiano che abbia vinto tornei ufficiali della CONMEBOL: ha vinto 8 titoli internazionali, tra i quali i più prestigiosi sono 3 Coppe Libertadores e una Coppa Intercontinentale.
Nel 1979 il club entra nella storia, raggiungendo un risultato che poche squadre al mondo hanno conseguito: vincere tutti i titoli possibili ufficiali in un anno. Il quadriplete è stato ottenuto vincendo quell'anno il campionato paraguaiano, la Coppa Libertadores, la Coppa Interamericana e la Coppa Intercontinentale. I successi ottenuti nei decenni hanno permesso al Club Olimpia di posizionarsi al quinto posto delle migliori squadre del Sudamerica del XX secolo e al quindicesimo posto  tra i club più vincenti nelle competizioni internazionali.
Disputa il derby del calcio paraguaiano con il Cerro Porteño, club con cui sussiste una rivalità storica, che dà vita a una delle più tradizionali "classiche" del Sudamerica. Il derby più vecchio del calcio paraguaiano si disputa con i rivali del Club Guaraní, mentre il derby bianconero è con i rivali del Club Libertad.
La sezione calcistica dell'Olimpia gioca le partite casalinghe allo stadio Manuel Ferreira, conosciuto anche come el Bosque de Para Uno. La pallacanestro e gli altri sport hanno un proprio centro sportivo, intitolato a Osvaldo Domínguez Dibb e posto nella stessa sede sociale del distretto Mariscal López.

## Storia

### Fondazione
La fondazione dell'Olimpia risale al 25 luglio 1902 dall'olandese William Paats, insieme ai paraguayani Sila Godoi, Fernando S. Pascual, José E. Torres, Gustavo M. Crovatto, Héctor Cabañas, Juan Rodi (proprietario della casa in cui avvenne la riunione), Antonio Pedraza, Luis Marecos, Juan Mara e Genaro Gutiérrez Yegros. Fu lo stesso Paats ad organizzare la riunione per la fondazione di una nuova associazione sportiva.
In quella sera Juan Rodi propose di chiamarlo "Paraguay", altri suggerirono "Esparta", ma alla fine a prevalere fu la proposta di Paats, quella di chiamarla "Football Club Olimpia", in onore della città greca di Olimpia dove erano nati i giochi olimpici. E così è stata costituita la prima società calcistica del Paraguay.
La maglia originale era nera con la parola Olimpia scritta in bianco, mentre i pantaloncini erano bianchi. Successivamente, furono adottati il bianco e nero come colori della squadra, con una maglia bianca con una striscia orizzontale nera. La maglia alternativa è nera con una striscia bianca, anche se dal 2008 la striscia è verticale.

### I primi anni (1902–1950)
Il primo campionato nazionale in Paraguay fu disputato nel 1906, dopo la fondazione della Asociación Paraguaya de Fútbol (APF), la federcalcio paraguayana. Fu solo nel 1912 che l'Olimpia riuscì a vincere il campionato, battendo il Club Sol de América nella finale. Nello stesso anno fu fondato il Cerro Porteño, che sarebbe divenuto il più grande rivale dell'Olimpia.
Dopo aver vinto alcuni campionati negli anni dieci, l'Olimpia riuscì nell'impresa di vincere tre campionati di fila nel 1927/28/29 riuscendo nell'impresa di diventare la prima squadra paraguayana a vincere tre titoli consecutivi. L'Olimpia ripeté la stessa impresa diventando campione nel triennio 1936/37/38. Negli anni quaranta l'Olimpia non riuscì a ripetere gli stessi risultati dei decenni precedenti, ma nonostante ciò riuscì a vincere comunque due titoli (1947 e 1948).

### L'inizio del dominio (1950–1975)
Dopo la crisi di risultati negli anni quaranta l'Olimpia cominciò a dominare il campionato paraguayano quando Manuel Ferreira assunse la presidenza del club a metà anni cinquanta. Durante la presidenza di Ferreira fu costruito lo stadio della squadra, lo stadio Manuel Ferreira. Ferreira rinforzò notevolmente la squadra con nuovi forti acquisti che portarono l'Olimpia a vincere cinque campionati consecutivi, dal 1956 al 1960 (concludendo il campionato 1959 senza subire sconfitte).
Il club raggiunse anche la finale della Coppa Libertadores 1960 perdendola però contro il Peñarol. Il gol che decretò la sconfitta dell'Olimpia fu segnato dall'uruguayano Luis Alberto Cubilla, che successivamente, da allenatore, avrebbe condotto l'Olimpia a vincere diversi titoli nazionali e internazionali.

### Gli anni d'oro (1975–1986)
Nel 1975 fu eletto un nuovo presidente, Osvaldo Domínguez Dibb, che assunse come allenatore Luis Alberto Cubilla, che nel 1979 riuscì nell'impresa di condurre l'Olimpia alla vittoria della sua prima Coppa Libertadores battendo in finale gli argentini del Boca Juniors. All'andata, disputata ad Asunción, l'Olimpia vinse 2–0, permettendo all'Olimpia di difendere il risultato al ritorno allo stadio La Bombonera impiegando il catenaccio: la partita finì 0–0, decretando l'Olimpia campione del Sud America.
Nello stesso anno, l'Olimpia vinse la Copa Interamericana battendo il Deportivo FAS of El Salvador per 8–3 (andata: 3–3; ritorno: 5–0) e la Coppa Intercontinentale sconfiggendo la finalista della Coppa dei Campioni del Malmö FF (i campioni d'Europa del Nottingham Forest decisero di rinunciare alla Coppa Intercontinentale) per 3–1.
Il successo dell'Olimpia non si limitò alla scena internazionale: dal 1978 al 1983 la squadra riuscì a vincere sei campionati paraguayani di fila (battendo il loro stesso record fissato nel 1956–1960 di cinque titoli consecutivi).

### Successo continuo (1986–2000)
Dopo la vittoria della Coppa Libertadores 1979, il presidente, Osvaldo Dominguez Dibb, decise di rinforzare ulteriormente la squadra cercando di ingaggiare Raúl Amarilla, un attaccante paraguayano che si era messo in mostra nel campionato spagnolo.
La trattativa per portare all'Olimpia il bomber Oscar Amarilla sfumò, ma in compenso la squadra raggiunse la finale di Coppa Libertadores 1989 perdendola però contro l'Atlético Nacional. Nella Coppa Libertadores successiva, tuttavia, l'Olimpia si prese la rivincita sull'Atlético Nacional, eliminandolo dalla coppa in semifinale. Nella finale del torneo, contro il Barcelona de Guayaquil, l'Olimpia sconfisse gli ecuadoregni per 2–0 all'andata ad Asunción, e pareggiò 1–1 in Ecuador, vincendo la sua seconda Coppa Libertadores. La squadra comprendeva giocatori del calibro di Almeida, Gabriel González, Samaniego, Amarilla e tanti altri.
Non accontentandosi della Libertadores, l'Olimpia vinse anche la Supercoppa Sudamericana 1990, sconfiggendo in finale il Nacional de Montevideo per un punteggio complessivo di 6–3. Nello stesso anno l'Olimpia disputò la finale di Coppa Intercontinentale in Giappone perdendo contro i campioni d'Europa del Milan per 3–0. Avendo vinto sia la Libertadores che la Supercoppa nello stesso anno, vinse automaticamente anche la Recopa Sudamericana del 1990. La vittoria di tutti i già menzionati titoli internazionali nel 1979 e nel 1990 rese l'Olimpia una delle squadre più blasonate del calcio sudamericano. Nel 1991 l'Olimpia raggiunse la finale di Coppa Libertadores per la terza volta di fila ma la perse contro il Colo Colo.
Per quanto riguarda il campionato paraguayano, l'Olimpia riuscì nell'impresa di vincere quattro campionati di fila, dal 1997 al 2000, e il Torneo República, vinto senza subire sconfitte, nel 1992 condotta dall'allenatore Roberto Perfumo.

### Centenario e presente (2000 – presente)

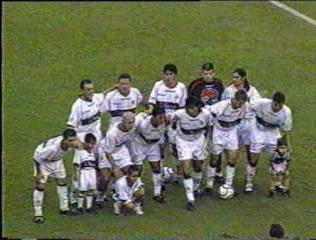
L'Olimpia durante una partita di Coppa Libertadores 2002.

Il 25 luglio 2002 l'Olimpia festeggiò il suo centenario. Nello stesso anno del centenario, riuscì anche nell'impresa di vincere la sua terza Coppa Libertadores: dopo aver eliminato dal torneo Once Caldas (Colombia) e Universidad Catolica (Cile) nel primo turno, il Cobreloa (Cile) nel secondo turno, il Boca Juniors ai quarti di finale e i brasiliani del Gremio in semifinale, la squadra, condotta dall'allenatore Nery Pumpido, sconfisse nella finale i brasiliani del São Caetano per 4–2 ai tiri di rigore, dopo che il punteggio complessivo di andata e ritorno era stato di 2–2. La formazione tipo dell'Olimpia Campione del Sud America 2002 fu: Ricardo Tavarelli in porta; Néstor Isasi, Julio César Cáceres, Nelson Zelaya e Henrique da Silva in difesa; Sergio Orteman, Victor Quintana, Julio Enciso e Gastón Córdoba a centrocampo; e Miguel Benítez e Richart Báez (successivamente Hernán Rodrigo López) in attacco.
L'Olimpia vinse anche la Recopa Sudamericana 2003 sconfiggendo in finale per 2-0 gli argentini del San Lorenzo de Almagro. Come nel 1990, l'Olimpia perse, invece, la finale di Coppa Intercontinentale contro il Real Madrid per 0-2.
Dopo un periodo di crisi di risultati, il 18 dicembre 2011 l'Olimpia si aggiudicò il suo 39º titolo nazionale vincendo il campionato di Clausura 2011; fu il primo titolo nazionale dopo undici anni, per il club il periodo più lungo senza vincere il campionato.
Nella Coppa Libertadores 2013, sotto la guida dell'allenatore Ever Hugo Almeida, la squadra riesce a raggiungere la finale contro i brasiliani dell'Atlético Mineiro. L'Olimpia vince per 2-0 all'andata in casa, ma perde con lo stesso punteggio in trasferta e viene sconfitto ai tiri di rigore.
Nuovi successi in campionato caratterizzano gli anni successivi: un titolo nel 2015 e cinque titoli tra il 2018 e il 2020.

## Colori e simbolo
La prima divisa era tutta nera con lo scritto "OLIMPIA" con lettere bianche sul petto.
- Divisa Casa: Maglia bianca con fascia orizzontale nera, pantaloncini e calzettoni bianchi.
- Divisa Trasferta: Maglia nera con fascia orizzontale bianca, pantaloncini e calzettoni neri.

## Palmarès

### Competizioni nazionali
- Campionato paraguaiano:  47(record)

1912, 1914, 1916, 1925, 1927, 1928, 1929, 1931, 1936, 1937, 1938, 1947, 1948, 1956, 1957, 1958, 1959, 1960, 1962, 1965, 1968, 1971, 1975, 1978, 1979, 1980, 1981, 1982, 1983, 1985, 1988, 1989, 1993, 1995, 1997, 1998, 1999, 2000, 2011 (C), 2015 (C), 2018 (A) 2018 (C), Apertura 2019, Clausura 2019, Clausura 2020, Clausura 2022,clausura 2024
- Copa Paraguay: 1

2021
- Supercoppa del Paraguay: 1

2021

### Competizioni internazionali
- Coppa Libertadores: 3  (record paraguaiano)

1979, 1990, 2002
- Recopa Sudamericana: 2  (record paraguaiano)

1991, 2003
- Coppa Intercontinentale: 1  (record paraguaiano)

1979
- Supercoppa sudamericana: 1  (record paraguaiano)

1990
- Coppa Interamericana: 1  (record paraguaiano)

1979

## Organico

### Rosa
| N. |                      | Ruolo | Calciatore              |
| -- | -------------------- | ----- | ----------------------- |
| 1  | Ecuador (bandiera)   | P     | Daniel Librado Azcona   |
| 2  | Paraguay (bandiera)  | C     | Willian Candia          |
| 3  | Paraguay (bandiera)  | D     | David Martínez          |
| 4  | Paraguay (bandiera)  | D     | Miguel Samudio          |
| 5  | Colombia (bandiera)  | D     | Jorge Enrique Arias     |
| 6  | Paraguay (bandiera)  | C     | Richard Ortiz           |
| 7  | Paraguay (bandiera)  | A     | Néstor Camacho          |
| 8  | Paraguay (bandiera)  | C     | Rodrigo Rojas           |
| 9  | Paraguay (bandiera)  | A     | Sebastián Ferreira      |
| 9  | Argentina (bandiera) | A     | Darío Benedetto         |
| 10 | Paraguay (bandiera)  | A     | Derlis González         |
| 11 | Paraguay (bandiera)  | C     | Iván Torres             |
| 12 | Paraguay (bandiera)  | P     | Alfredo Aguilar         |
| 13 | Paraguay (bandiera)  | D     | Wilson Ibarrola         |
| 14 | Paraguay (bandiera)  | C     | Hugo Fernández Martínez |
| 15 | Argentina (bandiera) | D     | Facundo Zabala          |

| N. |                     | Ruolo | Calciatore          |
| -- | ------------------- | ----- | ------------------- |
| 16 | Paraguay (bandiera) | C     | Ramón Martínez      |
| 17 | Paraguay (bandiera) | C     | Hernesto Caballero  |
| 18 | Paraguay (bandiera) | C     | Jorge Rojas         |
| 19 | Paraguay (bandiera) | D     | Carlos Rolón        |
| 20 | Colombia (bandiera) | D     | Sergio Otálvaro     |
| 21 | Paraguay (bandiera) | D     | Antolín Alcaraz     |
| 22 | Paraguay (bandiera) | D     | Luis de la Cruz     |
| 26 | Paraguay (bandiera) | P     | Pedro González      |
| 28 | Paraguay (bandiera) | D     | Alan Benítez        |
| 29 | Paraguay (bandiera) | A     | Jorge Ortega        |
| 29 | Paraguay (bandiera) | C     | Hugo Quintana       |
| 30 | Paraguay (bandiera) | D     | Julio César Cáceres |
| 31 | Paraguay (bandiera) | A     | Nicolás Morínigo    |
| 32 | Paraguay (bandiera) | A     | Erik López          |
| 36 | Paraguay (bandiera) | D     | Robert Rojas        |

### Rosa 2018
Aggiornata all'8 settembre 2018..
| N. |                     | Ruolo | Calciatore               |
| -- | ------------------- | ----- | ------------------------ |
| 1  | Ecuador (bandiera)  | P     | Daniel Librado Azcona    |
| 3  | Paraguay (bandiera) | D     | Juan Gabriel Patiño      |
| 4  | Paraguay (bandiera) | D     | Darío Verón              |
| 5  | Colombia (bandiera) | D     | Jorge Enrique Arias      |
| 6  | Paraguay (bandiera) | C     | Richard Ortiz (capitano) |
| 7  | Paraguay (bandiera) | A     | Néstor Camacho           |
| 8  | Colombia (bandiera) | C     | Mauricio Cuero           |
| 9  | Paraguay (bandiera) | A     | Brian Montenegro         |
| 10 | Paraguay (bandiera) | C     | William Mendieta         |
| 11 | Paraguay (bandiera) | C     | Iván Torres              |
| 12 | Paraguay (bandiera) | P     | Alfredo Aguilar          |
| 14 | Paraguay (bandiera) | D     | Carlos Rolón             |
| 15 | Paraguay (bandiera) | A     | Jorge Ortega             |

| N. |                      | Ruolo | Calciatore          |
| -- | -------------------- | ----- | ------------------- |
| 16 | Paraguay (bandiera)  | D     | Sergio Vergara      |
| 18 | Colombia (bandiera)  | D     | Dairon Mosquera     |
| 20 | Colombia (bandiera)  | D     | Sergio Otálvaro     |
| 22 | Paraguay (bandiera)  | C     | Hugo Fernández      |
| 23 | Paraguay (bandiera)  | C     | Julián Benítez      |
| 24 | Paraguay (bandiera)  | A     | Roque Santa Cruz    |
| 26 | Paraguay (bandiera)  | C     | Richard Sánchez     |
| 27 | Paraguay (bandiera)  | D     | José Leguizamón     |
| 29 | Paraguay (bandiera)  | C     | Gianlucca Fatecha   |
| 30 | Argentina (bandiera) | A     | Santiago Rosales    |
| 32 | Paraguay (bandiera)  | C     | Junior Brítez       |
|    | Paraguay (bandiera)  | C     | Fernando Cardozo    |
|    | Uruguay (bandiera)   | D     | Maximiliano Olivera |

### Stagioni passate
- 1990

## Giocatori
- Ever Caballero
- Edison Giménez
- Gilberto Velásquez

## Pallacanestro
Come nel calcio, l'Olimpia è la più titolata squadra di pallacanestro del Paraguay. Dal 1937 ha vinto 29 campionati paraguaiani, con dodici titoli consecutivi tra il 1946 e il 1957, primato più importante della propria storia.

### Palmarès
- Campionati paraguaiani: 30

1937, 1942, 1943, 1944, 1946, 1947, 1948, 1949, 1950, 1951, 1952, 1953, 1954, 1955, 1956, 1957, 1959, 1960, 1966, 1970, 1971, 1973, 1976, 1978, 1980, 1981, 1988, 1992, 1994.
- Coppa dei Campioni sudamericana: 1

1947

## Altri sport
L'Olimpia inoltre ha atleti che competono in altri sport, come il rugby, il pugilato, il nuoto, il tennis e la pallamano. L'Olimpia inoltre ha un'ottima squadra di calcio a 5, che attualmente gioca nella prima divisione paraguayana di futsal.